# Jinguashi
Jinguashi (chinesisch: 金瓜石, Pinyin: Jīnguāshí) ist eine historische Bergbaustadt im Bezirk Ruifang der Stadt Neu-Taipeh, Taiwan. Bekannt für seinen früheren Gold- und Kupferabbau, ist Jinguashi heute eine beliebte Touristenattraktion mit historischen Stätten, malerischen Landschaften und kulturellen Sehenswürdigkeiten.

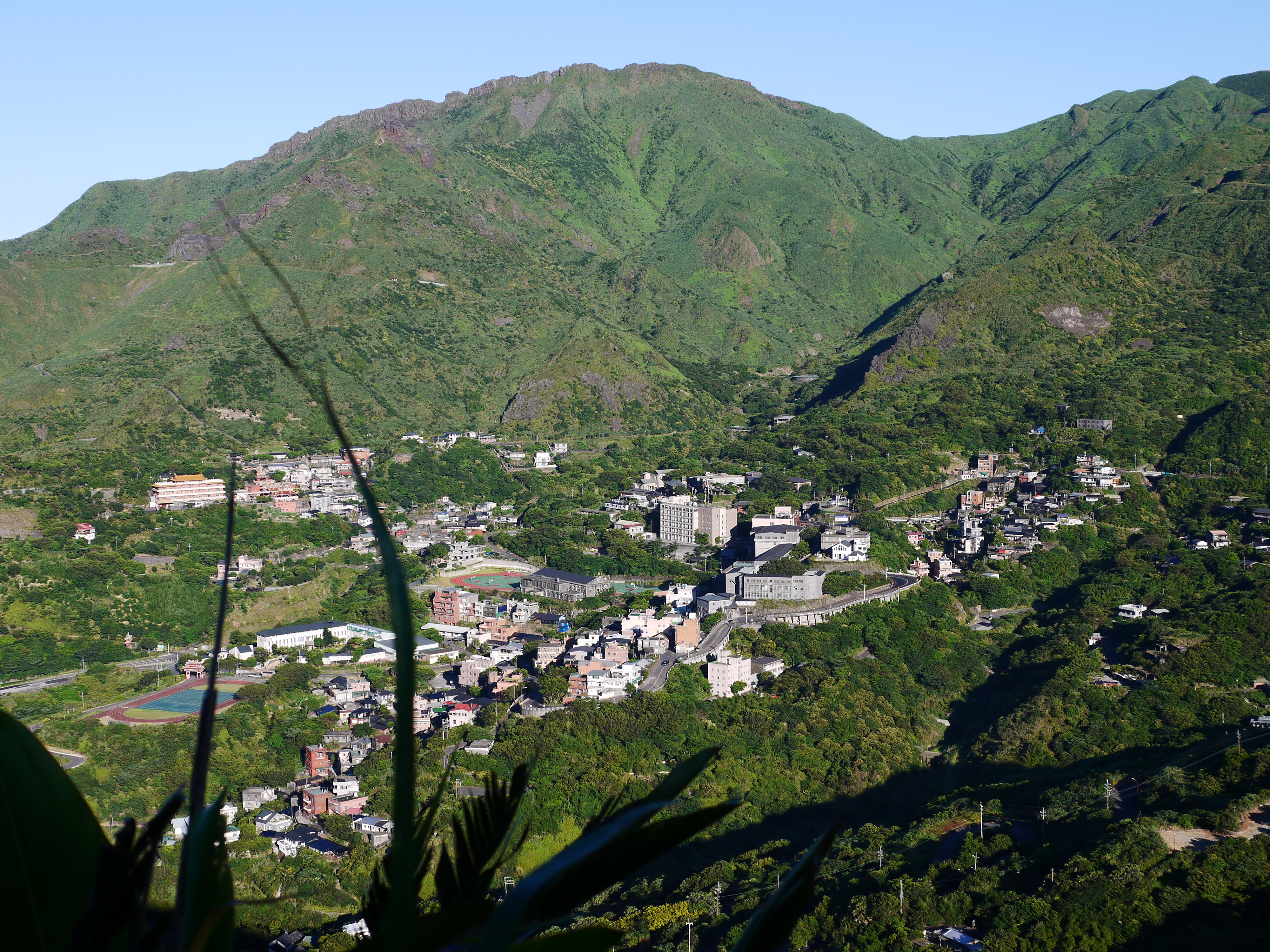
Jinguashi

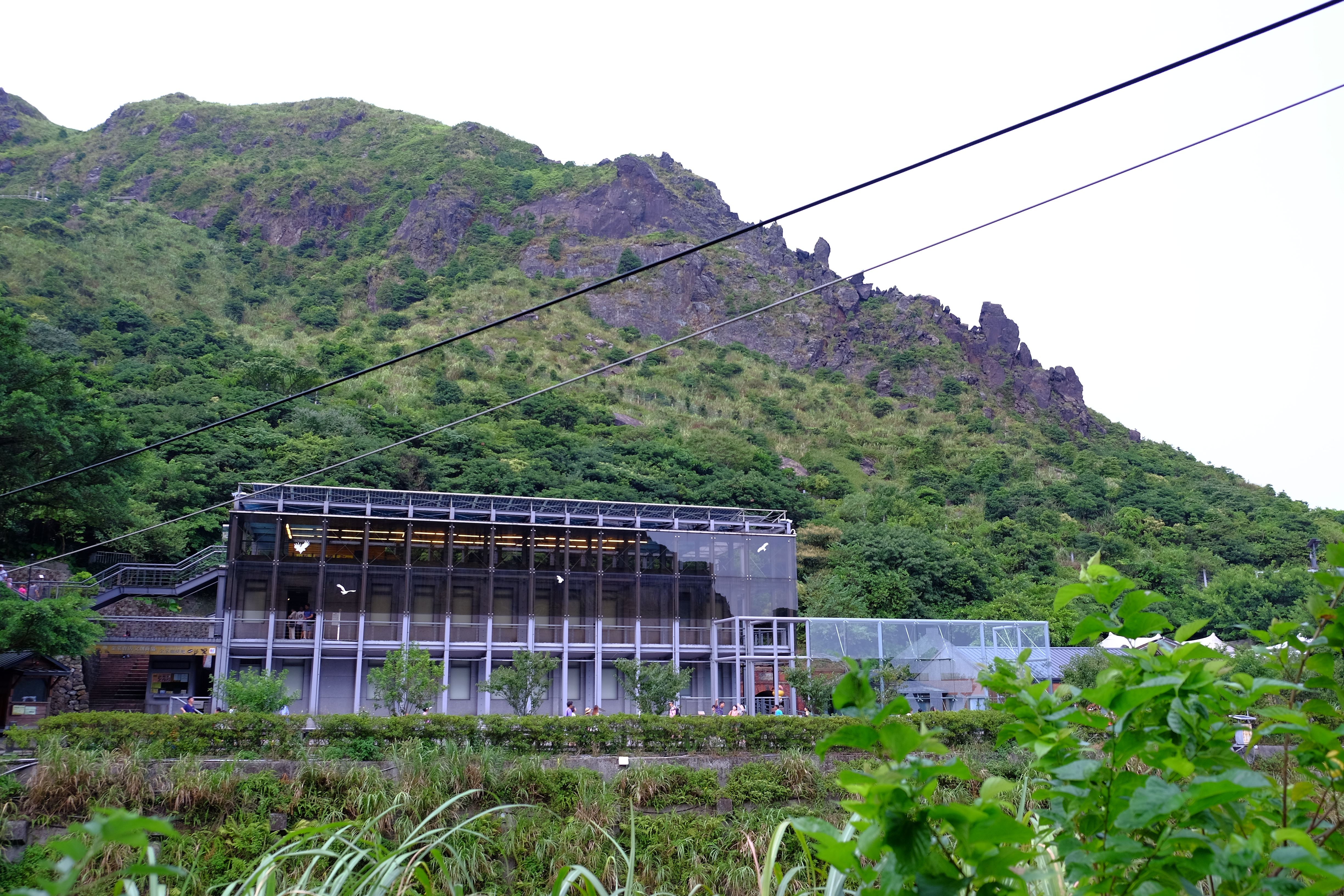
Gold Museum

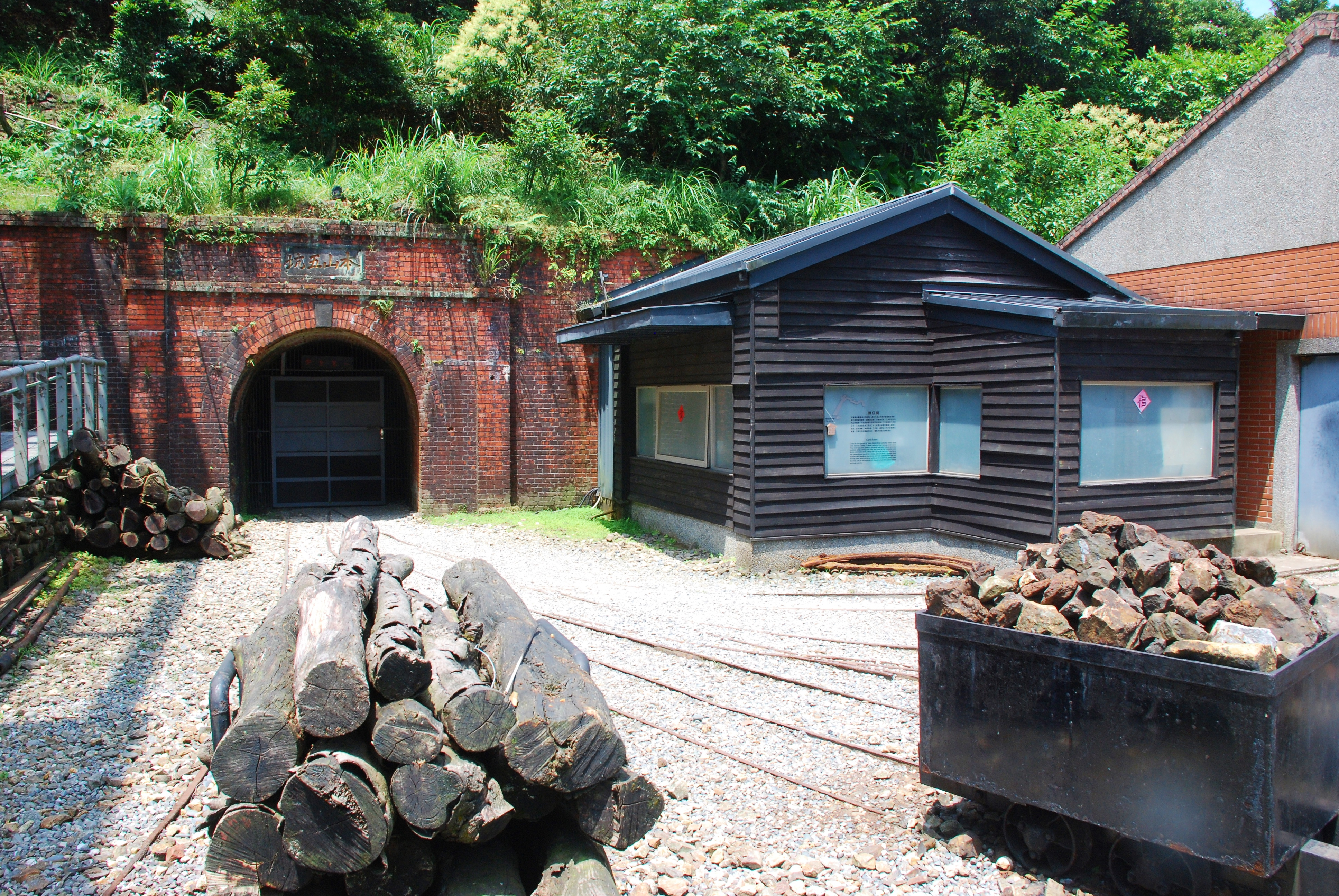
Benshan-Tunnel

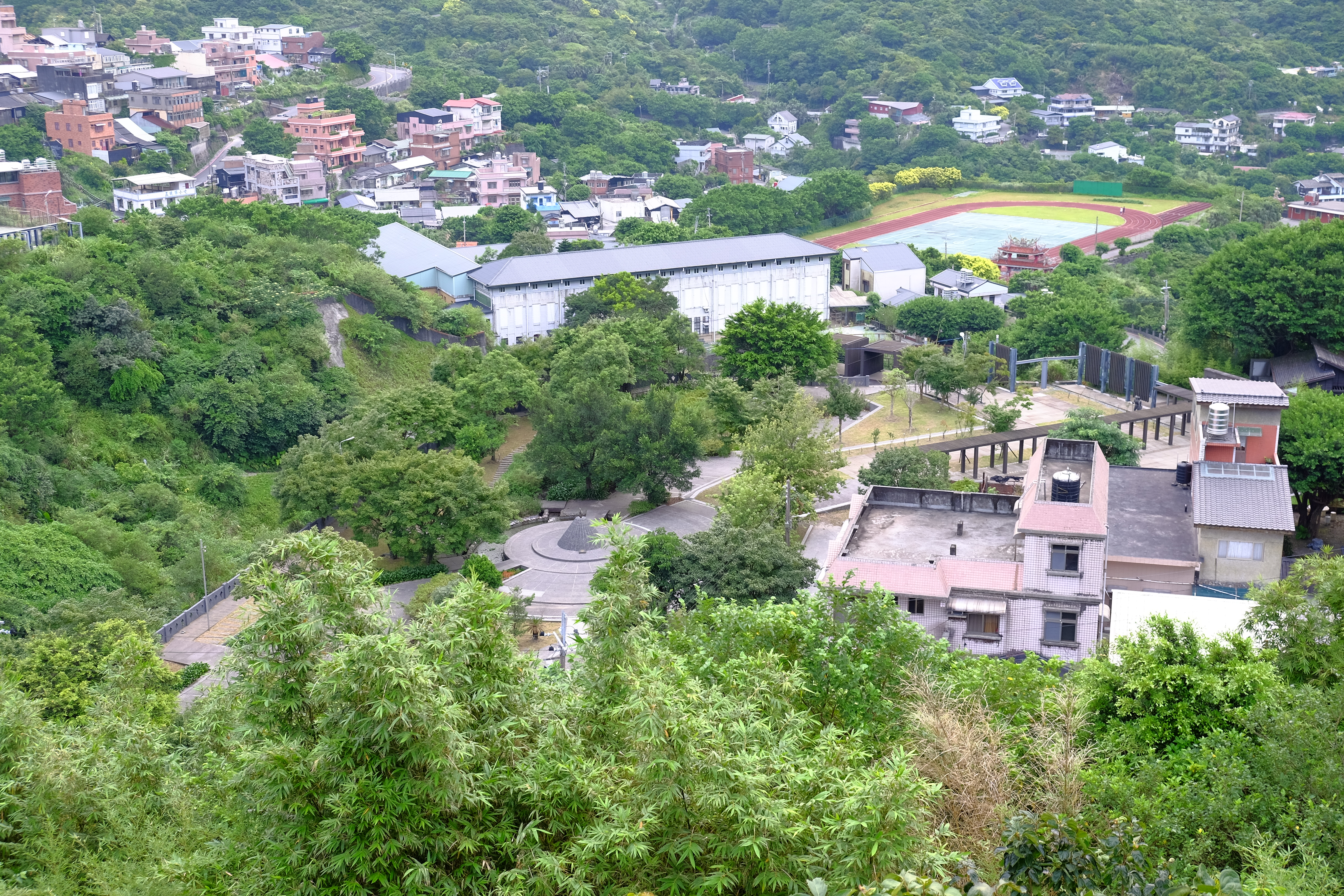
Gedenkstätte für die Kriegsgefangenen

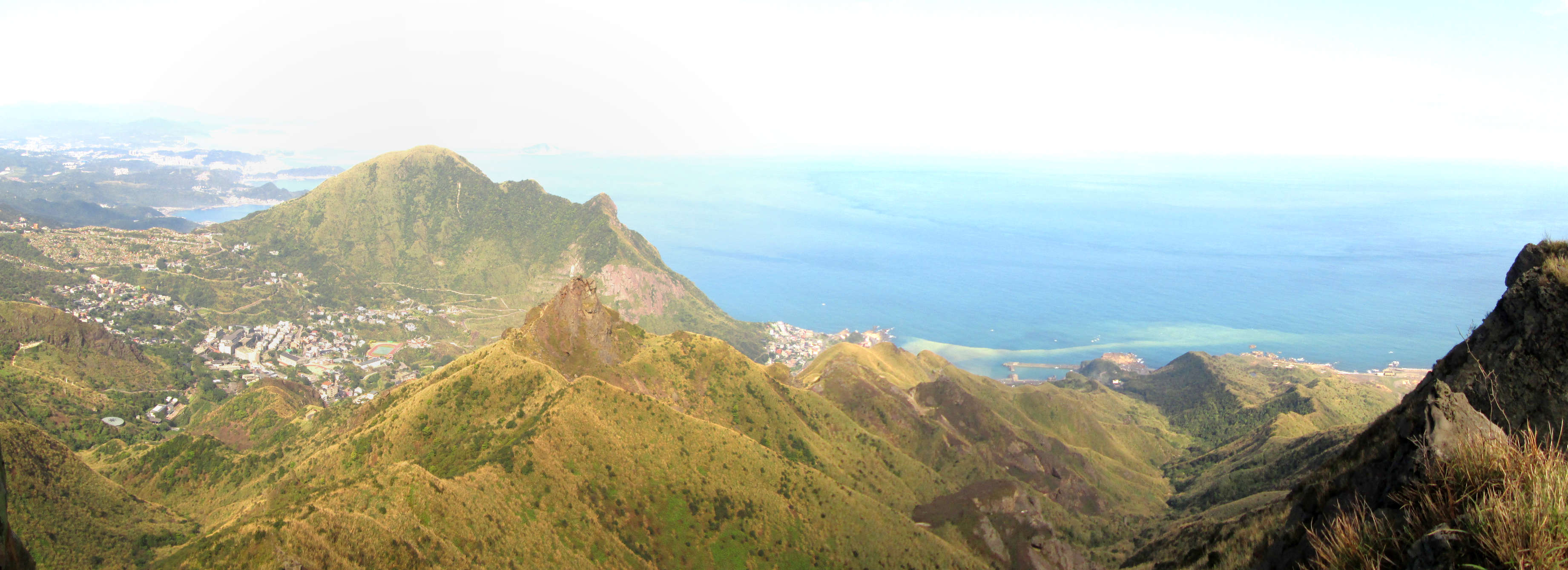
Panorama mit der Meeresbucht

## Geschichte
Jinguashi war einst eines der bedeutendsten Bergbaugebiete Taiwans. Der Name bedeutet wörtlich „Goldmelonenstein“ und verweist auf die reichen Goldvorkommen in der Region. Der Bergbau begann während der Qing-Dynastie und wurde während der japanischen Kolonialzeit (1895–1945) erheblich ausgeweitet. Unter japanischer Herrschaft wurde Jinguashi zu einer der modernsten Bergbaustätten Asiens.
Während des Zweiten Weltkriegs wurde in Jinguashi ein Kriegsgefangenenlager betrieben, in dem alliierte Soldaten Zwangsarbeit leisten mussten. Nach dem Krieg setzte die Taiwan Metal Mining Company den Abbau fort, bis die Gold- und Kupfervorkommen in den 1980er Jahren erschöpft waren. Danach wurde der Bergbau eingestellt und die Region entwickelte sich zu einem kulturellen und touristischen Zentrum.

## Sehenswürdigkeiten
Heute ist Jinguashi Teil des Gold Ecological Park, 黃金博物園區, der Besuchern die Geschichte des Bergbaus und das kulturelle Erbe der Region näherbringt. Zu den wichtigsten Sehenswürdigkeiten gehören:
- New Taipei City Gold Museum (黃金博物館) – Ein Museum über die Goldminenindustrie und die Geschichte von Jinguashi.
- Benshan-Tunnel (本山礦坑) – Ein ehemaliger Bergbaustollen, der für Besucher zugänglich ist.
- Goldener Wasserfall (黃金瀑布) – Ein malerischer Wasserfall, dessen Felsen durch Mineralablagerungen eine goldene Färbung haben.
- Yin-Yang-Meer (陰陽海) – Eine Bucht mit einzigartigen goldenen und blauen Wasserfarben, die durch Mineralien verursacht werden.
- Gedenkstätte für Kriegsgefangene – Ein Denkmal für die während des Zweiten Weltkriegs in Jinguashi inhaftierten Kriegsgefangenen.

## Anreise
Jinguashi ist mit öffentlichen Verkehrsmitteln gut erreichbar. Besucher können von Taipei mit der TR-Bahn (Eisenbahn) nach Ruifang fahren und von dort einen Bus (z. B. Linie 788 oder 1062) nach Jinguashi nehmen. Alternativ bieten Tourbusse und private Fahrzeuge eine direkte Anfahrt.

## Touristische Bedeutung
Jinguashi ist heute ein bedeutender Bestandteil des Tourismus in Taiwan. Die Mischung aus Bergbaugeschichte, beeindruckender Natur und japanischem Erbe macht die Region zu einem einzigartigen Ziel für Besucher, die sich für Geschichte und Kultur interessieren.